# Melanotus mertliki
Melanotus mertliki là một loài bọ cánh cứng trong họ Elateridae. Loài này được Platia & Schimmel miêu tả khoa học năm 2001.